# Таунсенд Саундерс
Таунсенд Саундерс (англ. Townsend Saunders; нар. 20 квітня 1967, Вайт-Сендс, штат Нью-Мексико) — американський борець вільного стилю, дворазовий чемпіон Панамериканських чемпіонатів, дворазовий чемпіон Панамериканських ігор, срібний та бронзовий призер Кубків світу, срібний призер Олімпійських ігор.

## Життєпис
Боротьбою почав займатися з 1980 року. Навчаючись в університеті штату Аризона, виступав за університетську команду «Sun Devil», ставав дворазовим чемпіоном США. Почавши виступи за збірну країни, почав тренуватися у борцівському клубі Sunkist Kids. Тренер — Джо Сіей.
У 1997 та 1998 роках провів два поєдинки в боях змішаного стилю, але в обох зазнав поразки.
Після закінчення борцівської кар'єри Саундерс повернувся в університет штату Аризона помічником тренера Тома Ортіса, а також виконував обов'язки виконавчого директора та дитячого тренера клубу Sunkist Kids.
Член ради директорів Федерації боротьби США, Саундерс отримав ступінь бакалавра із соціології в університеті штату Аризона в 1990 році та магістерський ступінь в Університеті Фенікса в жовтні 2000 року.

### Родина
Дружина — чотириразова чемпіонка світу з жіночої боротьби, Патрісія Саундерс.

## Спортивні результати на міжнародних змаганнях

### Виступи на Олімпіадах
| Змагання                    | Збірна | Вагова категорія          | Місце  |
| --------------------------- | ------ | ------------------------- | ------ |
| Літні Олімпійські ігри 1992 | США    | вільна боротьба, до 68 кг | 7      |
| Літні Олімпійські ігри 1996 | США    | вільна боротьба, до 68 кг | Срібло |

У фіналі домашніх літніх Олімпійських ігор 1996 року в Атланті у рівній боротьбі поступився Вадиму Богієву з Росії, ставши срібним призером Олімпіади. Рахунок після закінчення поєдинку був нічийним 1-1. Перемогу віддали представнику Росії за меншу кількість попереджень за пасивність.

### Виступи на Чемпіонатах світу
| Змагання                        | Збірна | Вагова категорія          | Місце |
| ------------------------------- | ------ | ------------------------- | ----- |
| Чемпіонат світу з боротьби 1991 | США    | вільна боротьба, до 68 кг | 15    |
| Чемпіонат світу з боротьби 1993 | США    | вільна боротьба, до 68 кг | 4     |
| Чемпіонат світу з боротьби 1994 | США    | вільна боротьба, до 68 кг | 11    |
| Чемпіонат світу з боротьби 1995 | США    | вільна боротьба, до 68 кг | 8     |

### Виступи на Панамериканських чемпіонатах
| Змагання                                   | Збірна | Вагова категорія          | Місце  |
| ------------------------------------------ | ------ | ------------------------- | ------ |
| Панамериканський чемпіонат з боротьби 1991 | США    | вільна боротьба, до 68 кг | Золото |
| Панамериканський чемпіонат з боротьби 1992 | США    | вільна боротьба, до 68 кг | Золото |

### Виступи на Панамериканських іграх
| Змагання                  | Збірна | Вагова категорія          | Місце  |
| ------------------------- | ------ | ------------------------- | ------ |
| Панамериканські ігри 1991 | США    | вільна боротьба, до 68 кг | Золото |
| Панамериканські ігри 1995 | США    | вільна боротьба, до 68 кг | Золото |

### Виступи на Кубках світу
| Змагання                    | Збірна | Вагова категорія          | Місце  |
| --------------------------- | ------ | ------------------------- | ------ |
| Кубок світу з боротьби 1992 | США    | вільна боротьба, до 68 кг | 6      |
| Кубок світу з боротьби 1993 | США    | вільна боротьба, до 68 кг | Бронза |
| Кубок світу з боротьби 1997 | США    | вільна боротьба, до 69 кг | Срібло |